# Ekatarina Poliakova
Ekaterina Løwe Poliakova (russisk: Екатерина Лёве Полякова) født 8. februar 1993 er en dansk atlet medlem af Aarhus 1900.
Ekatarina Poliakova vandt sin første senior medalje, da hun sprang 1,64 i højdespring på DM 2008 og vandt bronze. Hun gentog bedriften 2010.
Hun deltog i Moskva i den europæiske kvalificeringen til de Ungdomsolympiske lege i Singapore. Hun blev udtaget efter at hun tidligere på året ved et stævne i Formia i Italien satte personlig rekord med 1,68, hvilket er identisk med kravet. Med 1,60 i Moskva kvalificerede hun sig dog ikke til de Ungdomsolympiske lege.
Ekatarina Poliakova som trænes af Thomas Cortebeeck er dansk statsborger, men med russiske forældre.

## Danske mesterskaber
- Bronze 2011 Højdespring inde 1,64
- Bronze 2010 Højdespring 1,61
- Bronze 2008 Højdespring 1,64

## Personlige rekorder
- Højdespring: 1,68 Formia, Italien 11. maj 2010
- Højdespring -inde: 1,66 Sparbank Arena, Skive 5. marts 2011